# كلية التربية (جامعة الزقازيق)
كلية التربية (جامعة الزقازيق) أنشئت في عام 1971 كإحدى كليات الجامعة التي كانت فرعا لجامعة عين شمس، ثم كإحدى كليات جامعة الزقازيق بعد أن استقلت عام 1974.

## أهداف الكلية
تهدف كلية التربية جامعة الزقازيق إلى
- اعداد حملة الثانوية العامة وما في مستواها وخريجى المعاهد والكليات الجامعية المختلفة لمهنة التعليم.
- رفع المستوى المهنى والعلمى للعاملين في ميدان التربية والتعليم.
- اعداد المتخصصين في مختلف المجالات التربوية.
- إجراء البحوث والدراسات في مجالات التخصص المختلفة بالكلية.
- الإسهام في تطوير الفكر التربوى بنشر الاتجاهات التربوية الحديثة واحياء ونشر الاتجاهات التربوية والخلقية.
- تبادل الخبرات والمعلومات مع الهيئات والمؤسسات التعليمية والثقافية المصرية والعربية والدولية والتعاون معها في معالجة القضايا التربوية والمشتركة.
- تقديم المشورة الفنية في مجالات التخصص المختلفة.
- حل المشكلات التربوية والتعليمية في البيئة المحلية وفي المجتمع بوجه عام وكذلك تطوير العمل التربوى فيهما.

## أقسام الكلية
اولا الاقسام الادبية
1 ـ قسم علم النفس التربوى.
```
2 ـ قسم المناهج وطرق التدريس.
```

```
3 ـ قسم أصول التربية.
```

```
4 ـ قسم التربية المقارنة.
```

```
5 ـ قسم الصحة النفسية.
```

6-التاريخ والمواد الاجتماعه
ثانيا الاقسام العلمية
الفيزياء
الرياضيات
الكيمياء
البيولوجي
ثالثا
يوجد بالكلية اقسام مميزه وSTEM
كما يوجد تربية اساسي او تربية عام
تربية اساسي الشعب العلميه
شعبة علوم وشعبة الرياضيات

## إدارة الكلية
- الدكتور/ حمدى حسن عبد الحميد على المحروقى أستاذ أصول التربية (عميد الكلية).
- الدكتور/ موسى على إبراهيم الشرقاوى أستاذ أصول التربية «أجتماع التربية» (وكيل الكلية لشئون التعليم والطلاب).
- الدكتور/ عبد الباسط متولي عاشور خضر أستاذ الصحة النفسية (وكيل كلية التربية لشئون خدمة المجتمع وتنمية البيئة).
- الدكتور/ الشناوي عبد المنعم الشناوي زيدان أستاذ علم النفس التربوي (وكيل الكلية لشئون الدراسات العليا والبحوث).
- الأستاذ/ صادق أحمد مرعى (مدير عام الكلية).

## رؤساء الاقسام
- الدكتور/ أحمد محمد سالم رئيس قسم المناهج وطرق التدريس وتكنولوجيا التعليم
- الدكتور/ محمود عطا محمد على مسيل رئيس قسم التربية المقارنة
- الدكتور/ عادل عبد الله رئيس قسم الصحة النفسية
- الدكتور/ محمد صبري عبد المنعم الحوت رئيس قسم اصول التربية
- الدكتور/ محمد المرى محمد إسماعيل رئيس قسم علم النفس التربوى

## مجلة الكلية
تصدر كلية التربية جامعة الزقازيق مجلة علمية محكمة باسم «مجلة كلية التربية بالزقازيق». وذلك بصفة دورية كل أربعة أشهر (يناير ــ مايو ــ سبتمبر) وتهتم المجلة بنشر الأبحاث والدراسات المتعلقة بالقضايا التربوية والنفسية.
ــ تنشر المجلة مراجعة وعرض الكتب الحديثة، ومقالات الأساتذة في مجالات اهتمامات المجلة.
ــ تنشر المجلة ملخصات رسائل الماجستير والدكتوراه التي تمنحها كلية التربية جامعة الزقازيق.
ــ تهدى نسخة من المجلة لكل من كليات التربية بالجامعات المصرية والعربية.

## عمداء سابقون
تولى عمادة الكلية منذ إنشائها السادة العمداء التالى أسماؤهم:
1. أ.د / /محمد الهادي عفيفى: أستاذ أصول التربية بكلية التربية-جامعة عين شمس خلال الفترة من 1971 إلى 1974م0
2. أ.د / /محمد بكر مصطفى: أستاذ بكلية الزراعة-جامعة الزقازيق (مشرفا) خلال الفترة من 1974 إلى 1976م0
3. أ.د / /كمال محمد دسوقى: أستاذ علم النفس والصحة النفسية- بكلية التربية جامعة الزقازيق (عميدا) خلال الفترة من 1976 إلى 1981م0
4. أ.د / /محمد فتحى الشنيطى: أستاذ الفلسفة بكلية الآداب –جامعة الزقازيق (مشرفا) خلال الفترة من 1981 إلى 1984م0
5. أ.د / /محمود الحنفي ذهنى: أستاذ الآداب العربي بكلية الآداب – جامعة الزقازيق (مشرفا) خلال الفترة من 1982 إلى 1984م0
6. أ.د / /صلاح محمد عبد الحليم: أستاذ الكيمياء العامة بكلية العلوم – جامعة الزقازيق (مشرفا) خلال الفترة من 1984 إلى 1987م0
7. أ.د / /محمد محمد عبد الله: أستاذ الكيمياء العضوية بكلية العلوم – جامعة الزقازيق (مشرفا) خلال الفترة من 1987 إلى 1989م0
8. أ.د / /فاروق عبد الفتاح على موسى: أستاذ علم النفس التربوى – بكلية التربية جامعة الزقازيق (عميدا) خلال الفترة من 1989 إلى 1991م0
9. أ.د / نبيه محمد حموده: أستاذ أصول التربية بكلية التربية – جامعة الزقازيق (مشرفا) خلال عام 1991م0
10. أ.د / /محمد أحمد دسوقى: أستاذ علم النفس التربوى – بكلية التربية جامعة الزقازيق (عميدا) خلال عام 1991 إلى 1998م0
11. أ.د / /أحمد الرفاعى غنيم: أستاذ علم النفس التربوى – بكلية التربية جامعة الزقازيق (عميدا) خلال عام 1998 إلى 2001م0
12. أ.د / منصور أحمد عبد المنعم: أستاذ المناهج وطرق التدريس - بكلية التربية جامعة الزقازيق (قائم بأعمال عميد الكلية) خلال الفترة من 2001 حتى 19/2/2003م.
13. أ.د / /أحمد الرفاعى بهجت العزيزى: أستاذ أصول التربية بكلية التربية – جامعة الزقازيق اعتبارا من 20/2/2003م حتي سبتمبر2006
14. أ.د / محمد السيد عبد الرحمن: أستاذ الصحة النفسية بكلية التربية – جامعة الزقازيق اعتبارا من سبتمر 2006 حتى مارس 2008.
15- أ.د/ حمدى حسن عبد الحميد على المحروقى: أستاذ أصول التربية بكلية التربية - جامعة الزقازيق اعتباراً من إبريل 2008 حتى الآن.
16- أ.د/ عدل عبد الله